# Pseudolophocolea denticulata
Pseudolophocolea es un género monotípico de musgos hepáticas perteneciente a la familia Geocalycaceae. Su única especie Pseudolophocolea denticulata, es originaria de  Nueva Zelanda.

## Taxonomía
Pseudolophocolea denticulata fue descrita por R.M.Schust. & J.J.Engel    y publicado en Phytologia 47: 311. 1981[1981].